# خرچنگ وجب‌کن
خرچنگ وجب‌کن (نام علمی: Ranina ranina) نام یک گونه از فروراسته خرچنگ است.